# 292e régiment d'infanterie territoriale
Pour les articles homonymes, voir 292e régiment.
Le 292e régiment d'infanterie territoriale est un régiment d'infanterie de l'armée de terre française qui a participé à la Première Guerre mondiale.

## Création et différentes dénominations

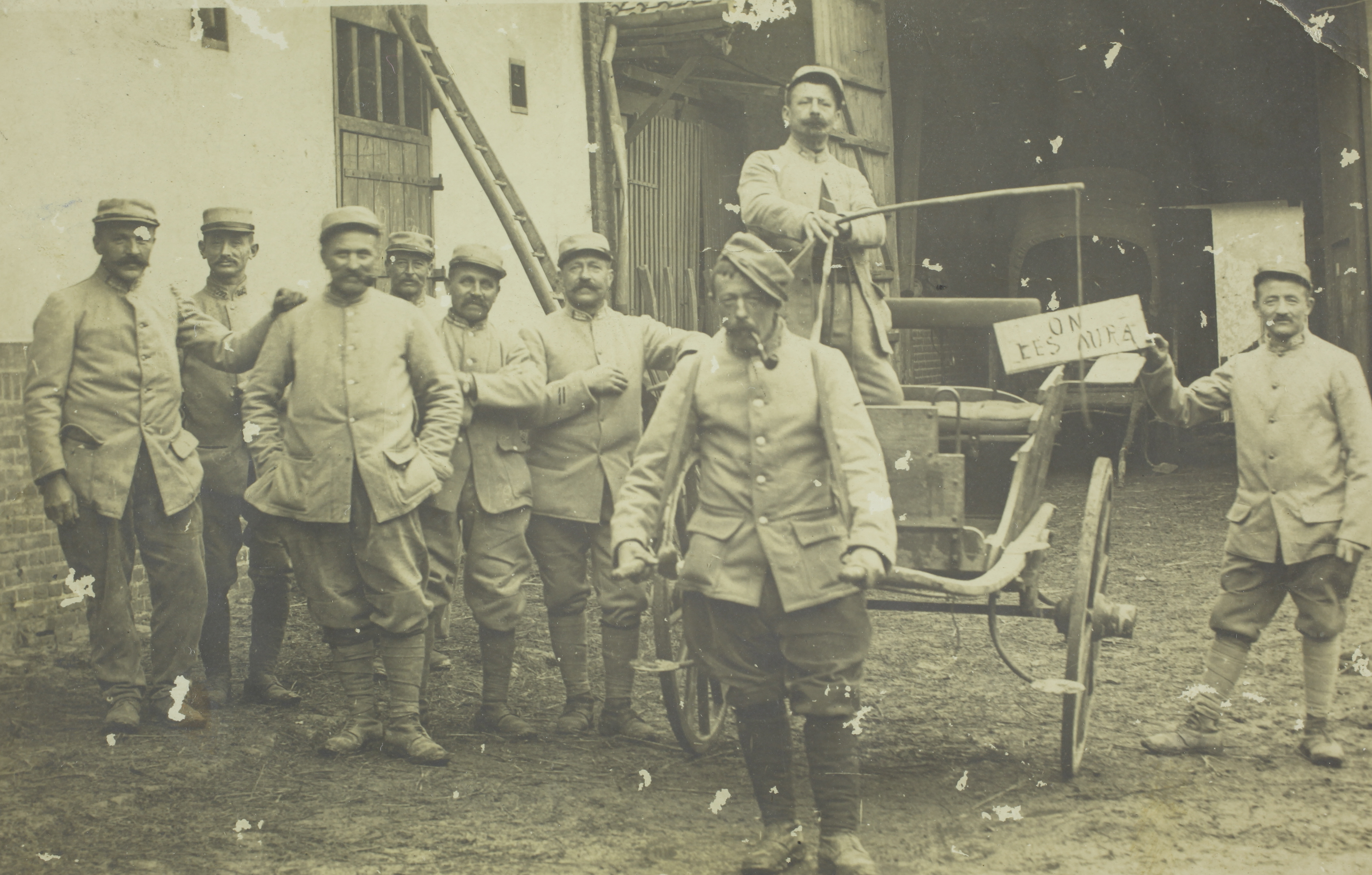
Soldats du, 1916.

- 22 mai 1915 : formation du 292e régiment d'infanterie territoriale
- 30 avril 1916 : dissolution

## Chefs de corps
Le régiment est commandé par le chef de bataillon puis lieutenant-colonel de Pouy de sa création à sa dissolution,.

## Historique des garnisons, combats et batailles

### Première Guerre mondiale

#### Affectations
- 203e brigade de la 102e division d'infanterie territoriale de mai 1915 à mai 1916

## Drapeau
Le régiment reçoit son drapeau le 25 juillet 1915. Il ne porte aucune inscription.